# Dogs of Berlin
Dogs of Berlin ist eine deutsche Dramaserie des Video-on-Demand-Anbieters Netflix und nach Dark dessen zweite deutsche Produktion. Die Dreharbeiten begannen am 2. November 2017 in Berlin unter der Regie von Christian Alvart und Produzent Sigi Kamml.
Fahri Yardım und Felix Kramer spielen die Hauptrollen eines Ermittler-Gespanns, das gegen die Verbrechen der Berliner Unterwelt den Kampf aufnimmt. Die Serie erschien am 7. Dezember 2018 auf Netflix.

## Handlung
Die Geschichte entwickelt sich rund um den Mord an einem prominenten deutsch-türkischen Fußball-Nationalspieler am Vortag eines internationalen Fußballspiels.
Möglich erscheint vieles, etwa dass Neonazis aus Marzahn hinter dem Mord stecken oder der türkische Familienclan des Fußball-Superstars. Die Ermittlungen gehen jedoch auch in die Richtung der Berliner Libanesen-Mafia, bis am Ende sogar hohe Beamte der Hauptstadt ins Visier geraten. Letztlich wird der Täter ermittelt, der in keiner Verbindung zu den vormaligen Mutmaßungen steht.
Orkan Erdem, ein Spieler der deutschen Fußballnationalmannschaft mit türkischer Herkunft, wird in Marzahn tot aufgefunden. Zwei junge Streifenpolizisten sind am Tatort. Kurt Grimmer, Kommissar bei der Mordkommission des Landeskriminalamts, ist zufällig am Fundort, da er eine Affäre mit Sabine Ludar in Marzahn pflegt. Er erkennt, dass er bei einer Geheimhaltung des Mordes seine Wettschulden bei Tomo Kovac, einem gewalttätigen Wettbüro-Betreiber, begleichen kann. Er verschwindet zunächst vom Tatort, um Geld für eine Wette auf das kommende Spiel Deutschland – Türkei aufzutreiben. Sabine hilft ihm dabei. Außerdem beschafft sich Grimmer Geld bei den „Kameraden Marzahn“, einem rechtsextremen Verein, in dem sowohl sein Bruder als auch seine Mutter aktiv sind. Um ein Bekanntwerden des Mordes zu verhindern, weiht Grimmer nur seinen Vorgesetzten Seiler ein. Dieser sorgt dafür, dass keine Meldungen nach draußen dringen und auch der Fußballverband das Fehlen Erdems vertuscht, „da man Angst vor Ausschreitungen hat“, so die offizielle Version. Zur Aufklärung des Falls wird die Sonderkommission „Rote Karte“ gegründet, neben Kurt Grimmer soll sie einen zweiten Leiter mit Migrationshintergrund erhalten.
Währenddessen ist das Drogendezernat an Hakim Tarik-Amir, dem Kopf der Libanesen-Mafia „Tarik-Amir-Clan“ in Berlin, dran. Unter anderem gerät auch der Schüler Murad Issa, ein Rapper, ins Visier der Fahnder, weil er Botendienste für Tarik-Amir ausführt. Bei einer Hausdurchsuchung stürzt die Einsatzleiterin durch eine Falltür und verletzt sich schwer am Knie. So wird Erol Birkan, der zunächst beim Drogendezernat bleiben will, Seilers Wunschkandidat für die Leitung der Soko „Rote Karte“.
Vor dem Länderspiel Deutschland – Türkei schwant es Kurt Grimmer, dass Deutschland auch ohne Erdem höchstwahrscheinlich gewinnen wird. Um seiner Wette zum Erfolg zu verhelfen, begibt er sich vor dem Anpfiff in die Kabine der deutschen Nationalmannschaft und schockiert die Spieler mit der Nachricht vom Mord an Erdem. In der Folge verliert die deutsche Mannschaft mit 1:2 gegen die Türkei, weil sie einen Elfmeter in der 92. Minute nicht zum Ausgleich nutzen kann.
Paula Grimmer führt mit ihrem Ehemann Kurt eine instabile Ehe. Sie besitzt ein Geschäft für Inneneinrichtung, in dem sie eine in der Vergangenheit straffällig gewordene Jugendliche beschäftigt. Nachdem Paula diese mit dem Vorwurf konfrontiert, Geld aus der Kasse gestohlen zu haben, schlägt die Beschuldigte Paula zusammen, verwüstet ihren Laden und uriniert zur Demütigung auf ihr wehrloses Opfer. Durch den Vorfall gerät der Laden in das Visier eines türkischstämmigen Motorradclubs. Dieser erpresst Schutzgeld von den ortsansässigen Geschäften. Vom jeweils anderen fasziniert, beginnen Paula und einer der Schutzgelderpresser eine Affäre.
Nach Erdems Tod ist Raphael Bou’Penga der neue Hoffnungsträger der Nationalelf. Nachdem Kareem, der Bruder von Hakim Tarik-Amir, vor Kovac damit prahlt, dass er die gesamte Mannschaft unter Kontrolle habe, setzt er alles daran, Raphael durch Erpressung und Einschüchterung gefügig zu machen.

## Rollen

### Polizei
Kurt Grimmer
Grimmer ist ein erfahrener Beamter, Ost-Berliner und Leiter der SOKO „Rote Karte“ sowie Familienvater. Er ist verheiratet mit seiner Jugendliebe Paula, hat aber ein Verhältnis mit Bine. Grimmer ist chronisch verschuldet und dreht die Gesetze gerne zu seinen Gunsten, in seiner Jugend war er gemeinsam mit seinem Bruder Ulf Mitglied in der rechtsextremen „Kameradschaft Marzahn“.
Erol Birkan
Der Türke war vor der SOKO beim Drogendezernat und versucht bereits seit einigen Jahren, Hakim Tarik-Amir, mit dem er im fiktiven Problembezirk „Kaiserwarte“ aufwuchs, zu überführen. Er lebt in einer schwulen Partnerschaft und hat Probleme mit seinem traditionell veranlagten Vater. Erol nimmt für den Waisen Murad, der mit seiner älteren Schwester zusammenlebt, die Rolle eines großen Bruders ein. Nach einem Befehl der Polizeipräsidentin führt er gemeinsam mit Grimmer die SOKO als „Doppelspitze“.

### „Tarik-Amir-Clan“
Hakim Tarik-Amir
Hakim ist der Kopf des Clans und verantwortet hauptsächlich dessen Drogengeschäfte. Er regiert als eiserner Patriarch und weist psychopathische Züge auf. Hakim führt eine Beziehung mit Kamila, die Hochzeit steht kurz bevor. Neben der Polizei ist Tomo Kovač, Anführer eines rivalisierenden Clans, sein ärgster Gegner.
Kareem Tarik-Amir
Kareem ist Hakims jüngerer Bruder und damit der zweitwichtigste Mann im Clan. Er versucht, die Geschäftsfelder der Familie zu erweitern und schreckt dafür auch nicht vor einer Annäherung an den Kovač-Clan zurück. Kareem hat ein Verhältnis mit Kamila und will um jeden Preis den Platz seines Bruders einnehmen.
Raif Tarik-Amir
Teenager und Cousin der Clanbosse. Ist hauptsächlich Hakims Fahrer und will in die Fußstapfen der Brüder treten. Versucht, die Sympathien der Geschwister Murad und Maïssa zu gewinnen.

### „Kovač-Clan“
Tomo Kovač
Anführer des Clans und Inhaber einer Wettbüro-Kette. Wettete mit Kareem Tarik-Amir auf den Ausgang des Länderspiels. Später wird bei einer Razzia der gesamte Clan verhaftet, Kovač kann dank der Warnung von Grimmer jedoch entkommen.

### „Kameraden Marzahn“
Die rechtsextreme Vereinigung „Kameraden Marzahn“ hat mehrere Mitglieder, darunter:
Ulf Grimmer
Bruder von Kurt Grimmer. Leiht ihm Geld aus dem Kameradschaftstresor, damit dieser auf das Spiel Deutschland – Türkei wetten kann. Dafür wird Ulf von den Kameraden als Verräter angesehen und soll ausgeschlossen werden. Innerhalb der Kameradschaft wird er von seiner Mutter Eva, welche diese gemeinsam mit ihrem verstorbenen Mann gründete, protegiert, zumal sie Kurt ihrerseits als Verräter ansieht.
Eva Grimmer
Mutter von Kurt und Ulf. Sie zahlt das Geld, das sich ihr Sohn Kurt von den Kameraden geliehen hat, in seinem Namen zurück. Außerdem schlägt sie nach dem Tod des „Führers“ der „Kameraden“ ihren zweiten Sohn Ulf als neuen „Führer“ vor. Den vorherigen Anführer hatte sie selbst getötet, indem sie ein Messer, mit dem er bei einer Massenschlägerei einen Bauchstich erhalten hatte, herauszog und damit erneut zustach.

### Deutsche Nationalmannschaft
Raphael Bou’Penga
Raphael Bou’Penga spielt bei RB Leipzig sowie in der deutschen Nationalmannschaft. Er ist die Hoffnung des deutschen Fußballs, der Mord an seinem Vorbild Orkan Erdem trifft ihn jedoch sehr. Später wird er zur falschen Zeit am falschen Ort sein und infolgedessen die Härte der Berliner Unterwelt spüren.
Orkan Erdem
Türke, Kapitän der deutschen Nationalmannschaft, zweifacher Weltfußballer und Spieler bei Manchester United. Erntet seitens seiner Landsleute immer wieder Kritik, da er sich dagegen entschied, für die Türkei zu spielen. Wird in der ersten Folge ermordet aufgefunden.

### Nebenfiguren
Paula Grimmer
Ehefrau von Kurt, mit dem sie zwei Kinder hat. Führt einen kleinen Laden, in dem sie Einrichtungsgegenstände verkauft und stellt dort immer wieder kriminell gewordene Jugendliche zum Zwecke der Resozialisierung an. Leidet zusehends unter ihrem langweiligen Leben und der dauernden Abwesenheit ihres Mannes. Beginnt später eine Affäre mit einem türkischen Schutzgelderpresser.
Sabine 'Bine' Ludar
Affäre von Kurt und Mutter zweier Kinder, von deren Vater sie in Trennung lebt. Ist arbeitslos und hält sich mit Gelegenheitsjobs wie Telefonsex über Wasser, ist aber auf Kurt und das Sozialamt angewiesen. Nimmt nach der Trennung von Kurt und einer schicksalhaften Begegnung mit dessen Mutter ihr Leben wieder in die eigene Hand.
Gert Seiler
Väterlicher Freund von Kurt und dessen direkter Vorgesetzter. Verteidigt die Methoden seines Schützlings, will aber Ergebnisse sehen.
Hans Kuscha
Kurts langjähriger Kollege und der Einzige bei der Polizei, der von dessen Nebeneinkünften weiß. Droht aufgrund eines Rechtsstreits alles zu verlieren und deckt Kurt, wo es nur geht.
Petrovic und Wachtmeister
Zwei junge Streifenbeamte, die als erste Polizisten Erdems Leiche sichern. Arbeiten widerwillig mit Grimmer zusammen und werden dafür von diesem in die SOKO beordert. Während Petrovic zeitweise amouröse Gefühle für Grimmer entwickelt, will ihr Kollege Wachtmeister gemeinsam mit dem Ermittler Fucht gegen den korrupten SOKO-Leiter vorgehen.
Murad Issam
Lebt seit dem Tod der Eltern mit seiner älteren Schwester Maïssa zusammen, die so gut es geht versucht, ihn zu beschützen. Doch Murad, der gerne rappt und später sein Vorbild Haftbefehl trifft, lässt sich lieber mit Raif, einem Cousin der Tarik-Amir-Brüder, ein. Murad ist gut in der Schule, vor allem in Mathematik, und soll dies in den Augen seiner Schwester nutzen, um aus dem Ghetto herauszukommen.

## Besetzung

### Hauptdarsteller
| Schauspieler        | Rollenname          | Bemerkung                                   | Hauptrolle (Folgen) |
| ------------------- | ------------------- | ------------------------------------------- | ------------------- |
| Fahri Yardım        | Erol Birkan         | deutsch-türkischer Polizist, Drogendezernat | 1–10                |
| Felix Kramer        | Kurt Grimmer        | Ostberliner Polizist, Morddezernat LKA      | 1–10                |
| Katharina Schüttler | Paula Grimmer       | Ehefrau von Kurt Grimmer                    | 1–10                |
| Anna Maria Mühe     | Sabine „Bine“ Ludar | Affäre von Kurt Grimmer                     | 1–10                |

### Nebendarsteller
| Schauspieler              | Rollenname        | Nebenrolle (Folgen) |
| ------------------------- | ----------------- | ------------------- |
| Urs Rechn                 | Gert Seiler       | 1–10                |
| Kais Setti                | Kareem Tarik-Amir | 1–10                |
| Samy Abdel Fattah         | Raif Tarik-Amir   | 1–10                |
| Mohamed Issa              | Murad Issam       | 1–10                |
| Deniz Orta                | Maïssa Issam      | 1–10                |
| Katrin Sass               | Eva Grimmer       | 2–10                |
| Sebastian Zimmler         | Ulf Grimmer       | 1–10                |
| Lena Schmidtke            | Mandy Klink       | 1–10                |
| Langston Uibel            | Raphael Bou’Penga | 1–6, 9–10           |
| Alina Stiegler            | Svenja Petrovic   | 1–2, 4, 7, 9–10     |
| Yung Ngo                  | Karsten Nguyen    | 3–10                |
| Hannah Herzsprung         | Trinity Sommer    | 4–10                |
| Antonio Wannek            | Hans Kuscha       | 1–8, 10             |
| Mišel Matičević           | Tomo Kovac        | 2–6, 8              |
| Ivan Vrgoč                | Stipe             | 2–6                 |
| Josip Galić               | Ivo               | 8                   |
| Jasna Fritzi Bauer        | Nike Strack       | 2, 5–6, 8, 10       |
| Constantin von Jascheroff | Robert Fucht      | 1–2, 4–5, 7, 9–10   |
| Imad Mardnli              | Wahid             | 1, 4–8, 10          |
| Uwe Preuss                | Lukas Schmaus     | 4–5, 7              |
| Branko Tomović            | Dario             | 2–6, 8              |
| Sebastian Achilles        | Guido Mack        | 1–4, 6–8, 10        |
| Sinan Farhangmehr         | Hakim Tarik-Amir  | 1–10                |
| Giannina Erfany-Far       | Kamila            | 3, 7–10             |
| Ibrahim Tunc              | Juri Mandelrieb   | 9                   |

## Episodenliste
| Nr.                                                                                         | Originaltitel | Regie            | Drehbuch                                   |
| ------------------------------------------------------------------------------------------- | ------------- | ---------------- | ------------------------------------------ |
| 1                                                                                           | V.I.P.        | Christian Alvart | Christian Alvart                           |
| 2                                                                                           | Mannschaft    | Christian Alvart | Christian Alvart und Ipek Zübert           |
| 3                                                                                           | Begegnung     | Christian Alvart | Christian Alvart und Erol Yesilkaya        |
| 4                                                                                           | Heimspiel     | Christian Alvart | Christian Alvart und Michael Proehl        |
| 5                                                                                           | Schiebung     | Christian Alvart | Christian Alvart und Henner Schulte-Holtey |
| 6                                                                                           | Abseits       | Christian Alvart | Christian Alvart und Jan Cronauer          |
| 7                                                                                           | Derby         | Christian Alvart | Christian Alvart und Ron Markus            |
| 8                                                                                           | Länderspiel   | Christian Alvart | Christian Alvart und Georg Hartmann        |
| 9                                                                                           | Verlängerung  | Christian Alvart | Christian Alvart                           |
| 10                                                                                          | Siegerehrung  | Christian Alvart | Christian Alvart und Arend Remmers         |
| Am 7. Dezember 2018 wurden alle Folgen der Staffel gleichzeitig bei Netflix veröffentlicht. |               |                  |                                            |

## Produktion
Sigi Kamml von Syrreal Entertainment produziert die Serie in Zusammenarbeit mit Christian Alvart, der zugleich Schöpfer und Drehbuchautor der Serie ist. Die Dreharbeiten begannen am 2. November 2017 und fanden u. a. in Berlin statt.

## Rezeption
In deutschen Online-Medien wurde die Serie unterschiedlich bewertet. Von Carolin Ströbele bei Zeit Online wird sie insgesamt positiv bewertet, als „over the top, klischeestrotzend und heillos übertrieben, aber in seiner Hemmungslosigkeit auch irgendwie entwaffnend“. Bei Stern.de bewertete Tim Sohr sie als „nicht so schlecht, wie alle sagen“ und fand sie „besser als jeder Tatort“. In seiner bei Spiegel Online veröffentlichten Kritik verriss Oliver Kaever die Fernsehserie hingegen als „Krimi-Mischmasch ohne Herz und Hirn“ und „unterkomplexe, reaktionäre Action-Posse“.